# Ерион Велијај
Ерион Велијај (алб. Erion Veliaj; Тирана, 17. децембар 1979) албански је политичар. Између 2015 и 2025. био је градоначелник Тиране, када је ухапшен због корупције и прања новца. Као вођа невладине организације Мјафт!, 2011. године придружио се редовима Социјалистичке партије Албаније, када је именован за секретара за омладину и имиграцију.
Претходно је био посланик у Парламенту округа Ђирокастре и министар социјалне заштите и омладине током Владе Едија Раме. У априлу 2015. именован је за кандидата за градоначелника Социјалистичке партије у граду Тирани. Победио је на изборима и ступио на дужност 31. јула 2015. године.
У мају 2024. Специјално тужилаштво против корупције и организованог криминала покренуло је истрагу о имовини Велијаја и његове породице након озбиљних оптужби за корупцију у вези са пројектом спалионице у Тирани. Дана 10. фебруара 2025. ухапшен је по 9 оптужби за корупцију и прање новца, а тренутно се налази у притворском центру у Драчу.

## Биографија
Рођен је 17. децембра 1979. године у Тирани. Отац Љуан Велијај служио је као официр у албанској војсци, док му је мајка била менаџер људских ресурса у војсци. Похађао је Средњу школу „Сами Фрашери” у Тирани, а потом уписао Држави университет Гранд Вали у Мичигену, где је стекао диплому политиколога. Магистрирао је европске интеграције на Универзитету у Сасексу. Пре повратка у Албанију, радио је са неколико међународних хуманитарних организација у Америци, источној Африци и на Косову и Метохији.
Потиче је из муслиманске породице која је прво напустила ислам, а касније прешла у атеизам. Ступивши у контакт са мисионарима из САД, прешао је на евангелизам. Његова организација Мјафт! је на својим страницама приказивала контроверзну карикатуру Мухамеда. Ожењен је и има сина.